# Пизоови редови
У математици, Пизоови редови су генерализација степених редова која дозвољава негативне и разломачке експоненте променљиве. На пример, ред
{\displaystyle {\begin{aligned}x^{-2}&+2x^{-1/2}+x^{1/3}+2x^{11/6}+x^{8/3}+x^{5}+\cdots \\&=x^{-12/6}+2x^{-3/6}+x^{2/6}+2x^{11/6}+x^{16/6}+x^{30/6}+\cdots \end{aligned}}}
је Пизоов ред у променљивој x. Пизоове редове је први пут увео Исак Њутн 1676. године, а поново их је открио Виктор Пизо 1850. године.
Дефиниција Пизоовог реда укључује да имениоци експонената морају бити ограничени. Дакле, свођењем експонената на заједнички именилац n, Пизоов ред постаје Лоранов ред у n-том корену променљиве. На пример, горњи пример је Лоранов ред у {\displaystyle x^{1/6}.} Пошто комплексни број има n n-тих корена, конвергентан Пизоов ред обично дефинише n функција у околини тачке 0.
Пизоова теорема, која се понекад назива и Њутн-Пизоова теорема, тврди да, за дату полиномску једначину {\displaystyle P(x,y)=0} са комплексним коефицијентима, њена решења по y, посматрана као функције од x, могу бити проширена као Пизоови редови у x који су конвергентни у некој околини тачке 0. Другим речима, свака грана алгебарске криве може се локално описати Пизоовим редом у x (или у x − x0 када се разматрају гране изнад околине тачке x0 ≠ 0).
Користећи модерну терминологију, Пизоова теорема тврди да је скуп Пизоових редова над алгебарски затвореним пољем карактеристике 0 и сам алгебарски затворено поље, названо поље Пизоових редова. То је алгебарско затворење поља формалних Лоранових редова, које је само по себи поље разломака прстена формалних степених редова.

## Дефиниција
Ако је K поље (као што су комплексни бројеви), Пизоов ред са коефицијентима у K је израз облика
{\displaystyle f=\sum _{k=k_{0}}^{+\infty }c_{k}T^{k/n}}
где је {\displaystyle n} позитиван цео број, а {\displaystyle k_{0}} је цео број. Другим речима, Пизоови редови се разликују од Лоранових редова по томе што дозвољавају разломачке експоненте променљиве, све док ти разломачки експоненти имају ограничен именилац (овде n). Као и код Лоранових редова, Пизоови редови дозвољавају негативне експоненте променљиве све док су ти негативни експоненти ограничени одоздо (овде са {\displaystyle k_{0}}). Сабирање и множење су очекивани: на пример,
{\displaystyle (T^{-1}+2T^{-1/2}+T^{1/3}+\cdots )+(T^{-5/4}-T^{-1/2}+2+\cdots )=T^{-5/4}+T^{-1}+T^{-1/2}+2+\cdots }
и
{\displaystyle (T^{-1}+2T^{-1/2}+T^{1/3}+\cdots )\cdot (T^{-5/4}-T^{-1/2}+2+\cdots )=T^{-9/4}+2T^{-7/4}-T^{-3/2}+T^{-11/12}+4T^{-1/2}+\cdots .}
Могу се дефинисати тако што се прво "подигне" именилац експонената на неки заједнички именилац N, а затим се изврши операција у одговарајућем пољу формалних Лоранових редова од {\displaystyle T^{1/N}}.
Пизоови редови са коефицијентима у K формирају поље, које је унија
{\displaystyle \bigcup _{n>0}K(\!(T^{1/n})\!)}
поља формалних Лоранових редова у {\displaystyle T^{1/n}} (који се сматра променљивом).
Ово даје алтернативну дефиницију поља Пизоових редова у терминима директног лимеса. За сваки позитиван цео број n, нека је {\displaystyle T_{n}} променљива (замишљена да представља {\displaystyle T^{1/n}}), а {\displaystyle K(\!(T_{n})\!)} поље формалних Лоранових редова у {\displaystyle T_{n}.} Ако m дели n, пресликавање {\displaystyle T_{m}\mapsto (T_{n})^{n/m}} индукује хомоморфизам поља {\displaystyle K(\!(T_{m})\!)\to K(\!(T_{n})\!)}, и ови хомоморфизми формирају директан систем који има поље Пизоових редова као свој директан лимес. Чињеница да је сваки хомоморфизам поља инјективан показује да се овај директан лимес може идентификовати са горенаведеном унијом, и да су две дефиниције еквивалентне (до на изоморфизам).

### Вредновање
Ненулти Пизоов ред {\displaystyle f} може се јединствено записати као
{\displaystyle f=\sum _{k=k_{0}}^{+\infty }c_{k}T^{k/n}}
са {\displaystyle c_{k_{0}}\neq 0.} Вредновање
{\displaystyle v(f)={\frac {k_{0}}{n}}}
реда {\displaystyle f} је најмањи експонент по природном поретку рационалних бројева, а одговарајући коефицијент {\displaystyle c_{k_{0}}} се назива почетни коефицијент или коефицијент вредновања реда {\displaystyle f}. Вредновање нултог реда је {\displaystyle +\infty .}
Функција v је вредновање и чини Пизоове редове вреднованим пољем, са адитивном групом {\displaystyle \mathbb {Q} } рационалних бројева као својом групом вредновања.
Као и за свако вредновано поље, вредновање дефинише ултраметричку удаљеност формулом {\displaystyle d(f,g)=\exp(-v(f-g)).} За ову удаљеност, поље Пизоових редова је метрички простор. Запис
{\displaystyle f=\sum _{k=k_{0}}^{+\infty }c_{k}T^{k/n}}
изражава да је Пизоов ред лимес својих парцијалних сума. Међутим, поље Пизоових редова није комплетно; видети испод § Леви-Чивита поље.

### Конвергентни Пизоови редови
Пизоови редови дати Њутн-Пизоовом теоремом су конвергентни у смислу да постоји околина нуле у којој су конвергентни (0 је искључено ако је вредновање негативно).
Прецизније, нека је
{\displaystyle f=\sum _{k=k_{0}}^{+\infty }c_{k}T^{k/n}}
Пизоов ред са комплексним коефицијентима. Постоји реалан број r, назван радијус конвергенције, такав да ред конвергира ако се T замени ненултим комплексним бројем t апсолутне вредности мање од r, и r је највећи такав број. Пизоов ред је конвергентан ако има ненулти радијус конвергенције.
Пошто ненулти комплексни број има n n-тих корена, мора се пазити при замени: мора се изабрати специфичан n-ти корен од t, рецимо x. Тада се замена састоји у томе да се {\displaystyle T^{k/n}} замени са {\displaystyle x^{k}} за свако k.
Постојање радијуса конвергенције произилази из сличног постојања за степени ред, примењеног на {\displaystyle T^{-k_{0}/n}f,} посматраног као степени ред у {\displaystyle T^{1/n}.}
Део Њутн-Пизоове теореме је да дати Пизоови редови имају позитиван радијус конвергенције, и стога дефинишу (вишезначну) аналитичку функцију у некој околини нуле (сама нула је могуће искључена).

### Вредновање и поредак на коефицијентима
Ако је основно поље {\displaystyle K} уређено, онда је поље Пизоових редова над {\displaystyle K} такође природно ("лексикографски") уређено на следећи начин: ненулти Пизоов ред {\displaystyle f} се проглашава позитивним кад год је његов коефицијент вредновања такав. У суштини, то значи да се сваки позитиван рационални степен променљиве {\displaystyle T} чини позитивним, али мањим од било ког позитивног елемента у основном пољу {\displaystyle K}.
Ако је основно поље {\displaystyle K} опремљено вредновањем {\displaystyle w}, онда можемо конструисати другачије вредновање на пољу Пизоових редова над {\displaystyle K} тако што ћемо вредновање {\displaystyle {\hat {w}}(f)} дефинисати као {\displaystyle \omega \cdot v+w(c_{k}),} где је {\displaystyle v=k/n} претходно дефинисано вредновање ({\displaystyle c_{k}} је први ненулти коефицијент) а {\displaystyle \omega } је бесконачно велико (другим речима, група вредности од {\displaystyle {\hat {w}}} је {\displaystyle \mathbb {Q} \times \Gamma } лексикографски уређена, где је {\displaystyle \Gamma } група вредности од {\displaystyle w}). У суштини, ово значи да се претходно дефинисано вредновање {\displaystyle v} коригује за инфинитезимални износ да би се узело у обзир вредновање {\displaystyle w} дато на основном пољу.

## Њутн-Пизоова теорема
Још 1671. године, Исак Њутн је имплицитно користио Пизоове редове и доказао следећу теорему за апроксимацију корена алгебарских једначина помоћу редова, чији су коефицијенти функције које су и саме апроксимиране редовима или полиномима. У ту сврху, увео је Њутнов полигон, који остаје фундаментално средство у овом контексту. Њутн је радио са скраћеним редовима, и тек 1850. године Виктор Пизо уводи концепт (не-скраћених) Пизоових редова и доказује теорему која је данас позната као Пизоова теорема или Њутн-Пизоова теорема. Теорема тврди да, за дату алгебарску једначину чији су коефицијенти полиноми или, уопштеније, Пизоови редови над пољем карактеристике нула, свако решење једначине може бити изражено као Пизоов ред. Штавише, доказ пружа алгоритам за израчунавање ових Пизоових редова, а када се ради над комплексним бројевима, резултујући редови су конвергентни.
У модерној терминологији, теорема се може преформулисати као: поље Пизоових редова над алгебарски затвореним пољем карактеристике нула, и поље конвергентних Пизоових редова над комплексним бројевима, су оба алгебарски затворена.

### Њутнов полигон
Нека је
{\displaystyle P(y)=\sum _{a_{i}\neq 0}a_{i}(x)y^{i}}
полином чији су ненулти коефицијенти {\displaystyle a_{i}(x)} полиноми, степени редови, или чак Пизоови редови у x. У овом одељку, вредновање {\displaystyle v(a_{i})} коефицијента {\displaystyle a_{i}} је најнижи експонент од x у {\displaystyle a_{i}.} (Већина онога што следи важи уопштеније за коефицијенте у било ком вреднованом прстену.)
За израчунавање Пизоових редова који су корени полинома P (то јест решења функционалне једначине {\displaystyle P(y)=0}), прва ствар коју треба урадити је израчунавање вредновања корена. То је улога Њутновог полигона.
Разматрајмо, у Картезијанској равни, тачке са координатама {\displaystyle (i,v(a_{i})).} Њутнов полигон полинома P је доњи конвексни омотач ових тачака. То јест, ивице Њутновог полигона су дужи које спајају две од ових тачака, тако да све ове тачке нису испод праве која садржи ту дуж (испод се, као и обично, односи на вредност друге координате).
За дати Пизоов ред {\displaystyle y_{0}} са вредновањем {\displaystyle v_{0}}, вредновање {\displaystyle P(y_{0})} је барем минимум бројева {\displaystyle iv_{0}+v(a_{i}),} и једнако је том минимуму ако се минимум достигне само за једно i. Дакле, да би {\displaystyle y_{0}} био корен од P, минимум се мора достићи барем два пута. То јест, морају постојати две вредности {\displaystyle i_{1}} и {\displaystyle i_{2}} индекса i такве да је {\displaystyle i_{1}v_{0}+v(a_{i_{1}})=i_{2}v_{0}+v(a_{i_{2}}),} и {\displaystyle iv_{0}+v(a_{i})\geq i_{1}v_{0}+v(a_{i_{1}})} за свако i.
То значи да {\displaystyle (i_{1},v(a_{i_{1}}))} и {\displaystyle (i_{2},v(a_{i_{2}}))} морају припадати ивици Њутновог полигона, и
{\displaystyle v_{0}=-{\frac {v(a_{i_{1}})-v(a_{i_{2}})}{i_{1}-i_{2}}}}
мора бити супротно нагибу те ивице. Ово је рационалан број чим су сва вредновања {\displaystyle v(a_{i})} рационални бројеви, и то је разлог за увођење рационалних експонената у Пизоове редове.
Укратко, вредновање корена полинома P мора бити супротно нагибу једне од ивица Њутновог полинома.
Почетни коефицијент решења Пизоовог реда једначине {\displaystyle P(y)=0} се лако може извести. Нека је {\displaystyle c_{i}} почетни коефицијент {\displaystyle a_{i}(x),} то јест, коефицијент уз {\displaystyle x^{v(a_{i})}} у {\displaystyle a_{i}(x).} Нека је {\displaystyle -v_{0}} нагиб Њутновог полигона, а {\displaystyle \gamma x_{0}^{v_{0}}} почетни члан одговарајућег решења Пизоовог реда једначине {\displaystyle P(y)=0.} Ако не би дошло до поништавања, онда би почетни коефицијент од {\displaystyle P(y)} био {\displaystyle \sum _{i\in I}c_{i}\gamma ^{i},}
где је I скуп индекса i таквих да тачка {\displaystyle (i,v(a_{i}))} припада ивици Њутновог полигона са нагибом {\displaystyle v_{0}}. Дакле, да бисмо имали корен, почетни коефицијент {\displaystyle \gamma } мора бити ненулти корен полинома
{\displaystyle \chi (x)=\sum _{i\in I}c_{i}x^{i}}
(ова нотација ће се користити у следећем одељку).
Укратко, Њутнов полином омогућава лако израчунавање свих могућих почетних чланова Пизоових редова који су решења једначине {\displaystyle P(y)=0.}
Доказ Њутн-Пизоове теореме ће се састојати од рекурзивног израчунавања наредних чланова решења Пизоових редова, почевши од ових почетних чланова.

### Конструктивни доказ
Претпоставимо да је први члан {\displaystyle \gamma x^{v_{0}}} решења Пизоовог реда једначине {\displaystyle P(y)=0} израчунат методом из претходног одељка. Преостаје да се израчуна {\displaystyle z=y-\gamma x^{v_{0}}.} За то, постављамо {\displaystyle y_{0}=\gamma x^{v_{0}},} и пишемо Тејлоров развој од P у тачки {\displaystyle z=y-y_{0}:}
{\displaystyle Q(z)=P(y_{0}+z)=P(y_{0})+zP'(y_{0})+\cdots +z^{j}{\frac {P^{(j)}(y_{0})}{j!}}+\cdots }
Ово је полином у z чији су коефицијенти Пизоови редови у x. На њега се може применити метода Њутновог полигона, и итерирати како би се добили чланови Пизоовог реда, један за другим. Али потребна је пажња да би се осигурало да је {\displaystyle v(z)>v_{0},} и да би се показало да се добија Пизоов ред, то јест, да имениоци експонената од x остају ограничени.
Извод по y не мења вредновање у x коефицијената; то јест,
{\displaystyle v\left(P^{(j)}(y_{0})z^{j}\right)\geq \min _{i}(v(a_{i})+iv_{0})+j(v(z)-v_{0}),}
а једнакост важи ако и само ако је {\displaystyle \chi ^{(j)}(\gamma )\neq 0,} где је {\displaystyle \chi (x)} полином из претходног одељка. Ако је m вишеструкост корена {\displaystyle \gamma } полинома {\displaystyle \chi ,} следи да је неједнакост заправо једнакост за {\displaystyle j=m.} Чланови за које је {\displaystyle j>m} могу се занемарити што се тиче вредновања, пошто {\displaystyle v(z)>v_{0}} и {\displaystyle j>m} имплицирају
{\displaystyle v\left(P^{(j)}(y_{0})z^{j}\right)\geq \min _{i}(v(a_{i})+iv_{0})+j(v(z)-v_{0})>v\left(P^{(m)}(y_{0})z^{m}\right).}
Ово значи да, за итерацију методе Њутновог полигона, може се и мора се разматрати само део Њутновог полигона чије прве координате припадају интервалу {\displaystyle [0,m].} Два случаја се морају разматрати одвојено и биће предмет наредних пододељака, разгранати случај, где је m > 1, и регуларни случај где је m = 1.

### Разгранати случај
Начин рекурзивне примене методе Њутновог полигона је описан претходно. Како свака примена методе може повећати, у разгранатом случају, имениоце експонената (вредновања), преостаје да се докаже да се до регуларног случаја стиже након коначног броја итерација (иначе имениоци експонената резултујућег реда не би били ограничени, и тај ред не би био Пизоов ред). Узгред, такође ће бити доказано да се добија тачно онолико решења Пизоових редова колико се и очекује, то јест степен полинома {\displaystyle P(y)} по y.
Без губитка општости, може се претпоставити да је {\displaystyle P(0)\neq 0,} то јест, {\displaystyle a_{0}\neq 0.} Заиста, сваки фактор y од {\displaystyle P(y)} даје решење које је нулти Пизоов ред, и такви фактори се могу издвојити.
Пошто се претпоставља да је карактеристика нула, може се такође претпоставити да је {\displaystyle P(y)} полином без квадратних фактора, то јест да су решења једначине {\displaystyle P(y)=0} сва различита. Заиста, факторизација без квадратних фактора користи само операције поља коефицијената за факторисање {\displaystyle P(y)} у факторе без квадрата који се могу решавати одвојено. (Хипотеза о карактеристици нула је потребна, јер у карактеристици p, декомпозиција без квадрата може дати несводљиве факторе, као што је {\displaystyle y^{p}-x,} који имају вишеструке корене над алгебарским проширењем.)
У овом контексту, дефинише се дужина ивице Њутновог полигона као разлика апсциса њених крајњих тачака. Дужина полигона је збир дужина његових ивица. Са хипотезом {\displaystyle P(0)\neq 0,} дужина Њутновог полигона од P је његов степен по y, то јест број његових корена. Дужина ивице Њутновог полигона је број корена датог вредновања. Овај број је једнак степену претходно дефинисаног полинома {\displaystyle \chi (x).}
Разгранати случај стога одговара двама (или више) решења која имају исти почетни члан(ове). Како ова решења морају бити различита (хипотеза о полиному без квадратних фактора), она се морају разликовати након коначног броја итерација. То јест, на крају се добија полином {\displaystyle \chi (x)} који је без квадратних фактора, и израчунавање се може наставити као у регуларном случају за сваки корен полинома {\displaystyle \chi (x).}
Како итерација регуларног случаја не повећава имениоце експонената, ово показује да метода даје сва решења као Пизоове редове, то јест, да је поље Пизоових редова над комплексним бројевима алгебарски затворено поље које садржи прстен полинома једне променљиве са комплексним коефицијентима.

### Неуспех у позитивној карактеристици
Њутн-Пизоова теорема не важи над пољима позитивне карактеристике. На пример, једначина {\displaystyle X^{2}-X=T^{-1}} има решења
{\displaystyle X=T^{-1/2}+{\frac {1}{2}}+{\frac {1}{8}}T^{1/2}-{\frac {1}{128}}T^{3/2}+\cdots }
и
{\displaystyle X=-T^{-1/2}+{\frac {1}{2}}-{\frac {1}{8}}T^{1/2}+{\frac {1}{128}}T^{3/2}+\cdots }
(лако се проверава на првих неколико чланова да су збир и производ ова два реда 1 и {\displaystyle -T^{-1}} респективно; ово важи кад год основно поље K има карактеристику различиту од 2).
Како би степени двојке у имениоцима коефицијената претходног примера могли навести на помисао, тврдња теореме није тачна у позитивној карактеристици. Пример Артин-Шрајерове једначине {\displaystyle X^{p}-X=T^{-1}} то показује: резоновањем са вредновањима показује се да X треба да има вредновање {\displaystyle -{\frac {1}{p}}}, и ако га препишемо као {\displaystyle X=T^{-1/p}+X_{1}} онда
{\displaystyle X^{p}=T^{-1}+{X_{1}}^{p},{\text{ па је }}{X_{1}}^{p}-X_{1}=T^{-1/p}}
и слично се показује да {\displaystyle X_{1}} треба да има вредновање {\displaystyle -{\frac {1}{p^{2}}}}, и настављајући на тај начин добија се ред
{\displaystyle T^{-1/p}+T^{-1/p^{2}}+T^{-1/p^{3}}+\cdots ;}
пошто овај ред нема смисла као Пизоов ред — јер експоненти имају неограничене имениоце — оригинална једначина нема решење. Међутим, такве Ајзенштајнове једначине су у суштини једине које немају решење, јер, ако је {\displaystyle K} алгебарски затворено поље карактеристике {\displaystyle p>0}, онда је поље Пизоових редова над {\displaystyle K} перфектно затворење максимално питомо разгранатог проширења {\displaystyle K(\!(T)\!)}.
Слично случају алгебарског затворења, постоји аналогна теорема за реално затворење: ако је {\displaystyle K} реално затворено поље, онда је поље Пизоових редова над {\displaystyle K} реално затворење поља формалних Лоранових редова над {\displaystyle K}. (Ово имплицира претходну теорему пошто је свако алгебарски затворено поље карактеристике нула јединствено квадратно проширење неког реално-затвореног поља.)
Постоји и аналоган резултат за p-адичко затворење: ако је {\displaystyle K} p-адички затворено поље у односу на вредновање {\displaystyle w}, онда је и поље Пизоових редова над {\displaystyle K} такође p-адички затворено.

## Пизоово проширење алгебарских кривих и функција

### Алгебарске криве
Нека је {\displaystyle X} алгебарска крива дата афином једначином {\displaystyle F(x,y)=0} над алгебарски затвореним пољем {\displaystyle K} карактеристике нула, и размотримо тачку {\displaystyle p} на {\displaystyle X} за коју можемо претпоставити да је {\displaystyle (0,0)}. Такође претпостављамо да {\displaystyle X} није координатна оса {\displaystyle x=0}. Тада је Пизоово проширење ({\displaystyle y} координате) криве {\displaystyle X} у тачки {\displaystyle p} Пизоов ред {\displaystyle f} који има позитивно вредновање тако да је {\displaystyle F(x,f(x))=0}.
Прецизније, дефинишимо гране криве {\displaystyle X} у тачки {\displaystyle p} као тачке {\displaystyle q} нормализације {\displaystyle Y} од {\displaystyle X} које се пресликавају у {\displaystyle p}. За сваку такву тачку {\displaystyle q}, постоји локална координата {\displaystyle t} криве {\displaystyle Y} у {\displaystyle q} (која је глатка тачка) таква да се координате {\displaystyle x} и {\displaystyle y} могу изразити као формални степени редови од {\displaystyle t}, рецимо {\displaystyle x=t^{n}+\cdots } (пошто је {\displaystyle K} алгебарски затворено, можемо претпоставити да је коефицијент вредновања 1) и {\displaystyle y=ct^{k}+\cdots }: тада постоји јединствен Пизоов ред облика {\displaystyle f=cT^{k/n}+\cdots } (степени ред у {\displaystyle T^{1/n}}), такав да је {\displaystyle y(t)=f(x(t))} (овај последњи израз има смисла пошто је {\displaystyle x(t)^{1/n}=t+\cdots } добро дефинисан степени ред у {\displaystyle t}). Ово је Пизоово проширење криве {\displaystyle X} у тачки {\displaystyle p} за које се каже да је повезано са граном датом тачком {\displaystyle q} (или једноставно, Пизоово проширење те гране криве {\displaystyle X}), и свако Пизоово проширење криве {\displaystyle X} у тачки {\displaystyle p} је дато на овај начин за јединствену грану криве {\displaystyle X} у тачки {\displaystyle p}.
Ово постојање формалне параметризације грана алгебарске криве или функције се такође назива Пизоова теорема: она има суштински исти математички садржај као и чињеница да је поље Пизоових редова алгебарски затворено и историјски је тачнији опис изјаве оригиналног аутора.
На пример, крива {\displaystyle y^{2}=x^{3}+x^{2}} (чија је нормализација права са координатом {\displaystyle t} и пресликавањем {\displaystyle t\mapsto (t^{2}-1,t^{3}-t)}) има две гране у двострукој тачки (0,0), које одговарају тачкама {\displaystyle t=+1} и {\displaystyle t=-1} на нормализацији, чија су Пизоова проширења {\displaystyle y=x+{\frac {1}{2}}x^{2}-{\frac {1}{8}}x^{3}+\cdots } и {\displaystyle y=-x-{\frac {1}{2}}x^{2}+{\frac {1}{8}}x^{3}+\cdots } респективно (овде су оба степени редови јер је {\displaystyle x} координата етална у одговарајућим тачкама у нормализацији). У глаткој тачки {\displaystyle (-1,0)} (која је {\displaystyle t=0} у нормализацији), има једну грану, дату Пизоовим проширењем {\displaystyle y=-(x+1)^{1/2}+(x+1)^{3/2}} ({\displaystyle x} координата се грана у овој тачки, па то није степени ред).
Крива {\displaystyle y^{2}=x^{3}} (чија је нормализација опет права са координатом {\displaystyle t} и пресликавањем {\displaystyle t\mapsto (t^{2},t^{3})}), са друге стране, има једну грану у шпиц тачки {\displaystyle (0,0)}, чије је Пизоово проширење {\displaystyle y=x^{3/2}}.

### Аналитичка конвергенција
Када је {\displaystyle K=\mathbb {C} } поље комплексних бројева, Пизоово проширење алгебарске криве (као што је горе дефинисано) је конвергентно у смислу да за дати избор {\displaystyle n}-тог корена од {\displaystyle x}, они конвергирају за довољно мало {\displaystyle |x|}, стога дефинишу аналитичку параметризацију сваке гране од {\displaystyle X} у околини тачке {\displaystyle p} (прецизније, параметризација је преко {\displaystyle n}-тог корена од {\displaystyle x}).

## Генерализације

### Леви-Чивита поље
Поље Пизоових редова није комплетно као метрички простор. Његово комплетирање, названо Леви-Чивита поље, може се описати на следећи начин: то је поље формалних израза облика {\displaystyle f=\sum _{e}c_{e}T^{e},} где је скуп носилаца коефицијената (то јест, скуп e таквих да је {\displaystyle c_{e}\neq 0}) скуп вредности растућег низа рационалних бројева који је или коначан или тежи ка {\displaystyle +\infty }. Другим речима, такви редови допуштају експоненте са неограниченим имениоцима, под условом да постоји коначно много чланова са експонентом мањим од {\displaystyle A} за било коју дату границу {\displaystyle A}. На пример, {\displaystyle \sum _{k=1}^{+\infty }T^{k+{\frac {1}{k}}}} није Пизоов ред, али је лимес Кошијевог низа Пизоових редова; посебно, то је лимес {\displaystyle \sum _{k=1}^{N}T^{k+{\frac {1}{k}}}} када {\displaystyle N\to +\infty }. Међутим, чак ни ово комплетирање још увек није "максимално комплетно" у смислу да допушта нетривијална проширења која су вреднована поља са истом групом вредности и пољем остатака, па стога постоји могућност да се још више комплетира.

### Ханови редови
Ханови редови су даља (већа) генерализација Пизоових редова, коју је увео Ханс Хан током доказивања своје теореме о утапању 1907. године, а затим их је проучавао у свом приступу Хилбертовом седамнаестом проблему. Код Ханових редова, уместо захтева да експоненти имају ограничен именилац, захтева се да формирају добро уређен подскуп групе вредности (обично {\displaystyle \mathbb {Q} } или {\displaystyle \mathbb {R} }). Касније су их Анатолиј Малцев и Бернхард Нојман даље генерализовали на некомутативно окружење (стога су понекад познати као Хан-Малцев-Нојманови редови). Користећи Ханове редове, могуће је дати опис алгебарског затворења поља степених редова у позитивној карактеристици који је донекле аналоган пољу Пизоових редова.